# Lepanto
Lepanto – miasto w Kostaryce, w prowincji Puntarenas.